# Hafez (dichter)

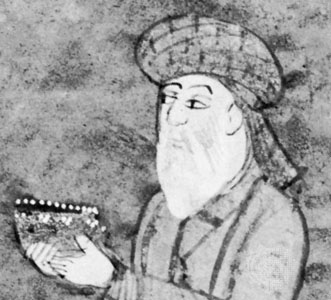
Hafez, zoals afgebeeld op een 18e-eeuws manuscript van zijn werk

Hafez of Hafiz (Perzisch: حافظ) (Shiraz, ca. 1320 – aldaar, ca. 1390) was een Perzische dichter en mysticus in de soefitraditie. Hij werd geboren als de derde zoon van een zekere Baha-ud-Din in Shiraz. Zijn volledige naam luidde Khwajeh Shams Al-din Muhammad Hafez-e Shiraz. Hafiz is een Arabisch woord voor iemand die iets uit zijn hoofd kent, en werd door hem gebruikt als pseudoniem. Het zelfstandig naamwoord is "hafz", zo kun je bijvoorbeeld de begrippen uit je hoofd leren, "tehfazi".
Zijn lyrische gedichten, de Ghazals, staan bekend om hun schoonheid van klank en vorm. De thematiek van liefde en wanhoop, het noodlot, mystiek en vroege soefistische thema's waar de Perzische poëzie al tijdenlang van doordrongen was geweest, kwamen tot volle bloei in zijn vernuftig geconstrueerde en emotioneel aansprekende gedichten.

## Leven en legendevorming

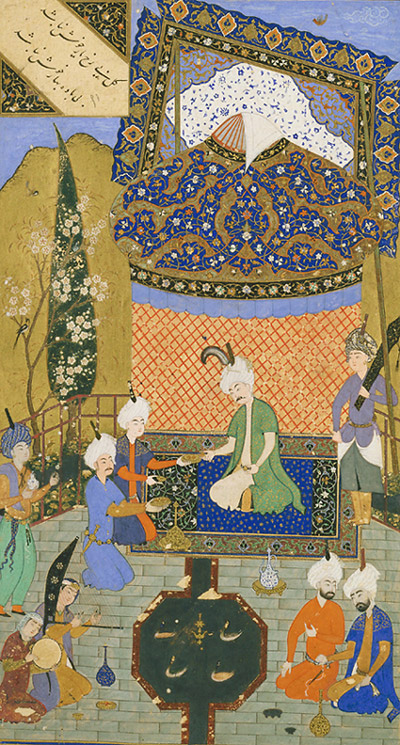
Illustratie uit de Diwan (verzamelde gedichten) van Hafez

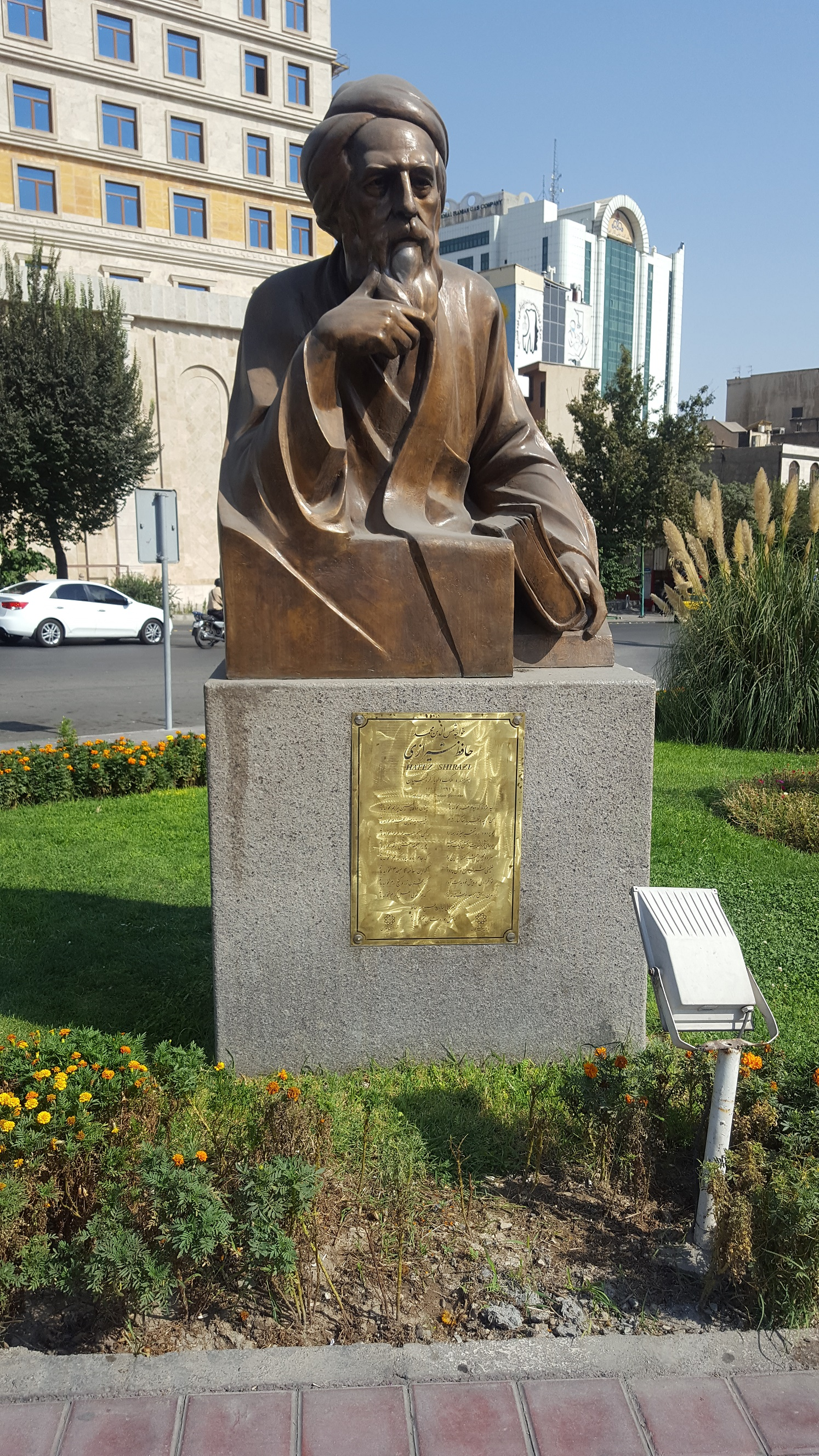
Hafez standbeeld in Teheran in de Hafezstraat

Er zijn maar weinig geloofwaardige gegevens bekend over het leven van Hafez. Wel bestaan er vele anekdotes van min of meer mythische proporties. Afgaand op het referentiekader van zijn poëzie, moet deze zoon van een kolenhandelaar hoogopgeleid zijn geweest, of een manier hebben gevonden om zich bij te scholen. Er wordt algemeen aangenomen dat Hafez op 69-jarige leeftijd is overleden. Hij was zich welbewust van zijn immense populariteit en verwoordde de algemene opinie in de volgende strofen, wellicht met karakteristieke zelfspot besprenkeld:
Nimmer heb ik zoetgevooisdere verzen
Onder ogen gekregen dan de jouwe, O Hafez!
Dat durf ik te zweren op de Koran
Die je in je boezem draagt.
(Gebaseerd op de vertaling van Edward Granville Browne.)
Er werden allerlei wonderlijke verhalen gesponnen rondom de figuur van Hafez na zijn dood. Vier van deze zijn het vermelden waard:
- Door intensieve beluistering van de Koranrecitatieven van zijn vader zou Hafez het op jonge leeftijd hebben gepresteerd om de gehele inhoud van de Koran uit zijn hoofd te kennen. Ook zou hij de werken van Jalal ad-Din Rumi, Sa'adi, Attar en Nezami van buiten hebben geleerd.
- Voordat hij bij Attar van Shiraz (een geleerde van enigszins twijfelachtige reputatie) in de leer ging, zou Hafez bij een bakkerij hebben gewerkt en brood bezorgd hebben in een welvarende stadswijk. Daar zou hij voor het eerst de ravissante Turkse genaamd Shakh-e Nabat hebben ontdekt, aan wie enkele van zijn gedichten zijn gericht.
- Op 60-jarige leeftijd hield Hafez een wake van 40 dagen en nachten, door in een cirkel te gaan zitten die hij voor zichzelf had getrokken. Op de ochtend van de laatste dag ontmoette hij Attar weer ter gelegenheid van hun 40-jarig samenzijn en kreeg een volle wijnkelk aangeboden. Op deze plek zou Hafez vervolgens "Kosmisch Bewustzijn" hebben bereikt.
- De befaamde veroveraar Timoer de Manke beval Hafez op boze toon om een van zijn verzen nader toe te lichten:

Die beeldschone Turkse uit Shirazi
Nam de touwtjes in handen en stal mijn hart;
Ik geef Samarkand en Bokhara voor die
Hindoe schoonheidsvlek waar ze mij steeds mee tart.
(Fragment uit Ghazal 3, vertaling gebaseerd op de Engelse versie van Shahriar Shahrari.)
Aangezien Samarkand zijn hoofdstad was en Bokhara (Buchara) de mooiste stad van het koninkrijk, beklaagde Timoer zich over de euvele moed van Hafez om die twee te willen inruilen voor een nietige schoonheidsvlek op het aangezicht van nota bene een Turkse uit Shiraz. Hafez boog diep, en diende hem van repliek met de woorden "Helaas, O Prins, is het juist deze verkwisting die mij tot deze ellendige staat heeft doen vervallen!". Dit antwoord beviel Timoer zo goed, dat hij de dichter liet gaan, rijkelijk bedeeld met souvenirs.

## Vertaalproblematiek
Er bestaat geen definitieve versie van de pas later verzamelde werken van Hafez, Diwan genaamd. De edities variëren van 573 tot 994 verschillende gedichten. Hoewel hij niet altijd evenveel bijval van de literaire kritiek ontving en vaak blootstond aan de verwijten van orthodoxe groeperingen, had Hafez grote invloed op de Perzische dichtkunst na hem. Verder heeft hij zijn sporen achtergelaten in het oeuvre van vooraanstaande Romantische dichters als Goethe en Byron. De eerste vertaling in het Engels verscheen pas bijna vier eeuwen na zijn dood, namelijk die van William Jones in 1771. Vanaf de Verlichting bestond er in Europa belangstelling voor vreemde culturen. De Ottomanen beschikten over veel Perzische handschriften. Veel vertalingen gaan de mist in door het aparte figuratieve taalgebruik en de opzettelijke ambiguïteit waar Hafez bekend om staat. Het duiden van zijn poëzie vergt veel aandacht en wetenschappelijk onderzoek om achter de letterlijke en symbolische betekenis van zijn idioom te komen.
Een goed voorbeeld ter illustratie van deze vertaalproblematiek is de poëziebundel vertaald door Daniel Ladinsky, The Gift: Poems by Hafiz the Great Sufi Master. Deze dichtbundel is na publicatie in 1999 een commercieel succes geweest, maar heeft ook aanleiding gegeven tot controverse. Ladinsky mag dan in staat zijn om klassiek Perzisch te lezen, maar als bezwaar werd naar voren gebracht dat deze vertaling voornamelijk uit vondsten bestaat uit de koker van Ladinsky zelf.
Zijn versie bestaat namelijk uit voorwerpen, situaties, termen, uitdrukkingsvormen van gedachten en beschrijvingen die in feite zeer ver verwijderd staan van de oorspronkelijke versie en het algehele corpus van de Perzische literatuur. Men kan zich afvragen welke commerciële factoren en ontoereikende scholing hebben bijgedragen tot de publicatie van een dergelijke uitgave, die onder het spiritueel ingestelde new age publiek gretig aftrek vond. Landinsky's versie geeft een verkeerd beeld van een dichter van dit kaliber - iets wat ondenkbaar zou zijn in het geval van Goethe of Shakespeare.
De Belgische dichter Michel Leclerc heeft 486 ghazelen naar het Nederlands vertaald en dit met inachtneming van zowel de poëtische als de inhoudelijke kracht van Hafez.

## Religieuze metaforen
De poëzie van Hafez is geënt op de soefileerstellingen van zijn tijd, waarin de voorliefde voor knappe jongelingen en het drinken van (verboden) wijn niets anders dan aardse metaforen zijn voor religieuze staten van bewustzijn die op geen andere wijze kunnen worden beschreven, zoals in de eerste drie coupletten van Ghazal 11 duidelijk moge worden:
O wijndrager, verblijdt mijn kelk met wijn, gezwind!
O minstreel, breng me het lot, mij goed gezind.
Het aangezicht van mijn Geliefde flonkert in mijn kelk,
Je kunt haast niet bevatten waarom ik de wijn omhels.
Eeuwig leeft hij wiens hart voor de Liefde is ontwaakt
Zo zullen de Eeuwigheidsboeken mijn balans hebben opgemaakt.
De taveerne of kroeg speelt ook een figuurlijke rol, namelijk als de plaats waar het hart (kelk) de liefde van God ontvangt in de vorm van wijn. De roes die hierop volgt, is de bedwelming door de eenwording met God, zoals uitgedrukt in het volgende fragment uit Ghazal 47:
Wie eenmaal zijn weg vond naar de steeg van de kroeg
Zou wel dwaas zijn als hij naar een ander vroeg.
Het Lot kroont geen drinker met dronkenschap
Behalve de geluksvogel aangeschoten door de hoogste roes.
Wie eenmaal zijn weg vindt tot de deur van de kroeg
Ziet door de gulheid der wijn het tempelgeheim ontsloten.
Wie nu doorgrondt het geheim van die wijn
Vindt het verborgene in het stof onzer zolen.
Hoewel de poëzie van Hafez beïnvloed is door zijn islamitische geloof, wordt hij alom gerespecteerd door lezers met een andere godsdienstige achtergrond, zoals hindoes en christenen. Zelf dichtte Hafez al:
Van God heb ik zoveel geleerd
Dat ik me niet langer meer
Beschouw als een Christen, een Hindoe,
een Moslim, een Boeddhist of een Jood.
De Waarheid heeft zoveel genereus met me gedeeld
Dat ik mij niet langer meer
Beschouw als een man, een vrouw, een engel
Of zelfs een ziel zo naakt.
De Liefde is zo hecht met Hafiz bevriend geraakt
Dat zij tot as is vergaan en mij heeft bevrijd
Van iedere notie en voorstelling
Waarmee mijn geest zich ooit heeft vermeid.
De Indiase goeroe van Iraanse afkomst Meher Baba, die elementen van het soefisme, hindoeïsme en christelijke mystiek samensmolt, zou Hafez tot op zijn sterfbed blijven citeren. Hij gebruikte ook de termen "Geliefde" voor God en "God-intoxicated" voor de door God bedwelmden. Een Britse volgeling van deze spirituele leermeester, Pete Townshend, zou later gebruikmaken van de typische beeldspraak van Hafez op zijn soloplaat Empty Glass en de ballade The Sea Refuses No River.

## Artistieke invloed

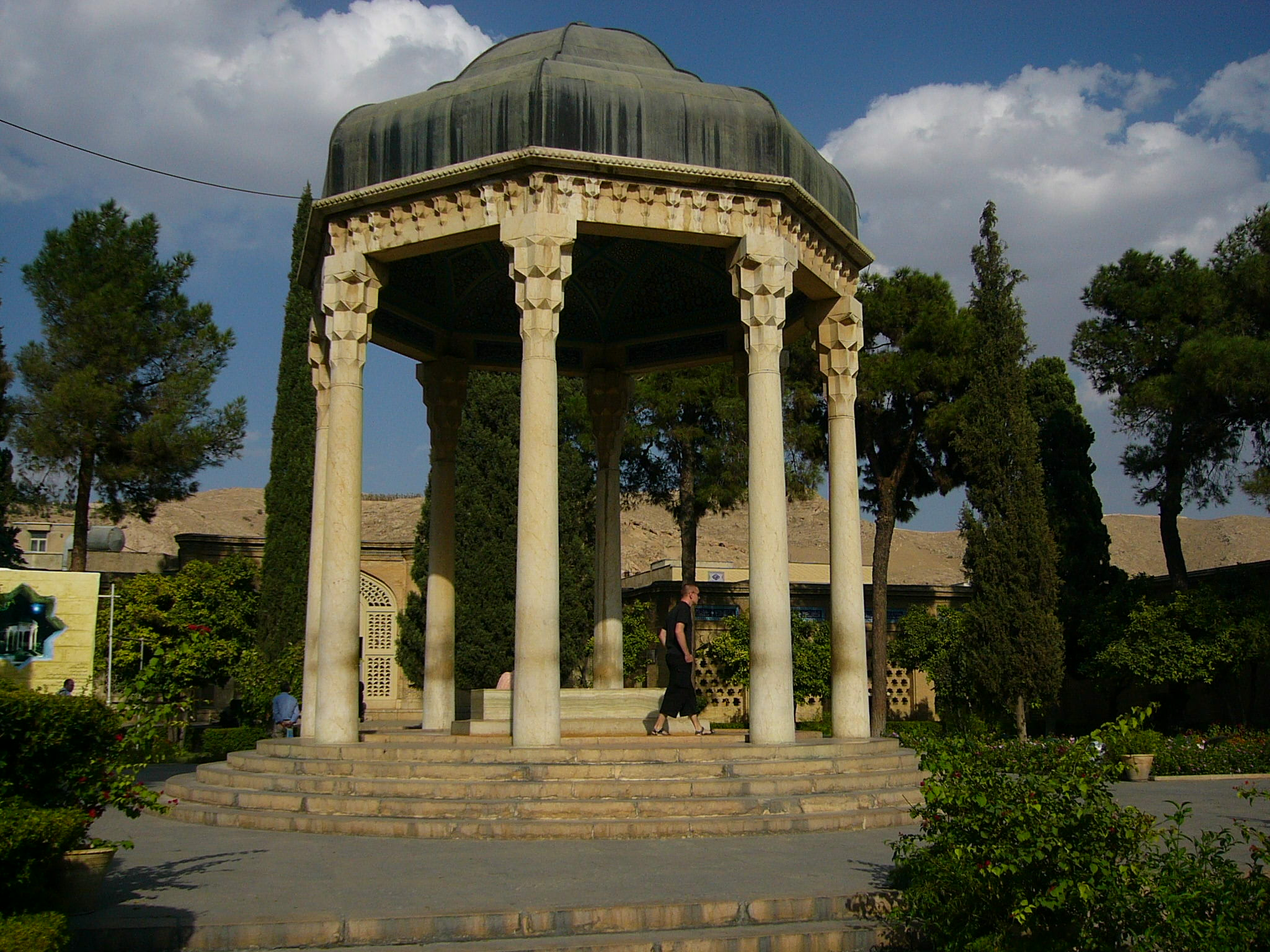
De graftombe van Hafez in Shiraz

In de hedendaagse cultuur van Iran worden de gedichten van Hafez tot de meest geliefde Perzische poëzie gerekend en ook veel gebruikt in traditionele muziek. Jongeren voelen zich aangetrokken tot deze literatuur, vooral nadat een rockband genaamd O-hum zich op de verzen van Hafez richtte voor hun liedteksten. Zijn poëzie is verder een bron van inspiratie voor de prominente Iraanse kunstschilder Mahmoud Farshchien.

## Tot in het graf bewaard
Hoewel Hafez ooit werd aangemerkt als "De Uitlegger van Mysteries", blijven er juist vele onopgeloste mysteries rond zijn persoon en literaire werken hangen. Zoals hij zelf al naar voren bracht:
Ben ik een zondaar of een heilige,
Wat mag het zijn?
Hafiz bewaart het geheim van zijn eigen
Mysterie in dit refrein ...
Toen hij overleed, woedde er een controverse over de vraag of Hafez gezien zijn hedonistische en onorthodoxe leefwijze voor een gewijde (islamitische) begrafenis in aanmerking kwam of niet. Hij had dit zelf al geanticipeerd in de laatste coupletten van Ghazal 46:
Praat me niet van de schande
Waarop mijn roem zal rusten
Want roem en hoge banen
Veracht ik, en hak ik aan spanen.
Zijn vrienden wisten de autoriteiten echter te overtuigen, door volgens overlevering een knaap lukraak een couplet te laten kiezen en voorlezen. Het werd het zevende couplet van Ghazal 79:
Lijk noch leven spreekt het tegen:
Op de Hemelvaart van Hafiz rust Gods zegen.
Twintig jaar na zijn dood werd er zelfs de Hafezieh-graftombe geïnstalleerd in de Musalla-tuinen van Shiraz. Op zijn albasten grafsteen staat een van zijn gedichten gegraveerd, waaruit het volgende:
Stort uit, O Heer, over mij
Uit de wolken van Uw leidende Genade
De regen van Vergiffenis
Die immer rapper spat op mijn graf
Alvorens ik, als het stof op de wind van koren tot kaf
Oprijs en wegvlied, de kennis der mensen voorbij.
Wanneer Uw gezegende voeten
Zich wenden tot mijn graf
Zult U mij wijn en de luit
In de hand brengen.
Uw stem zal schallen door
De plooien van mijn lijkgewaad
En ik zal oprijzen en naar
Uw minstreelpijpen dansen.
Tegenwoordig wordt deze Hafezieh jaarlijks door miljoenen bezocht en door sommigen als een heus bedevaartsoord beschouwd voor deze dichter van alle tijden, die lezers van over de hele wereld uitdaagt om zijn poëzie te doorgronden en te waarderen.

## Wetenswaardigheden
- Eén van de oudste manuscripten van de divan uit 1462 werd gestolen uit de verzameling van een overleden Iraniër die in Duitsland woonde. Na een lange intensieve speurtocht door kunstdetective Arthur Brand werd de dief gearresteerd en het boekje ter waarde van ruim 3 miljoen aan de erfgenamen teruggegeven.

## Nederlandse vertalingen
- De kroeg van Hafez, vert. Sipko A. den Boer, 2012
- Hafez' ghazelen, vert. Michel Leclerc, 1977-

- Bibsys: 90191385
- Biblioteca Nacional de España: XX1100102
- Bibliothèque nationale de France: cb12648774q (data)
- Catàleg d'autoritats de noms i títols de Catalunya: 981060908667406706
- CiNii: DA03592755
- Digitale Bibliotheek voor de Nederlandse Letteren: hafi001
- Gemeinsame Normdatei: 118544632
- International Standard Name Identifier: 0000 0001 2341 8061
- Library of Congress Control Number: n79086812
- Nationale Bibliotheek van Letland: 000202233
- MusicBrainz: 9c93120d-9953-4346-979c-852ff15893e5
- Bibliotheek van het Japanse parlement: 00442132
- Nationale Bibliotheek van Tsjechië: jn20000700682
- Nationale bibliotheek van Australië: 40945963
- Nationale Bibliotheek van Israël: 987007262259905171
- Nationale Bibliotheek van Polen: a0000001191772
- Nationale en Universitaire bibliotheek Zagreb: 000111397
- Nederlandse Thesaurus van Auteursnamen: 068602502
- Réseau des bibliothèques de Suisse occidentale: 02-A000082754
- Russische Staatsbibliotheek: 000038488
- Istituto Centrale per il Catalogo Unico: SBLV049943
- LIBRIS: 58626
- Système universitaire de documentation: 05056059X
- TDVİA: hafiz-i-sirazi
- Trove: 1449979
- Union List of Artist Names: 500329586
- Virtual International Authority File: 56731778
- WorldCat: E39PBJqK9YQ8GxBB7GGRR6pXVC